# Myzomela cruentata
El mielero rojo (Myzomela cruentata) es una especie de ave paseriforme de la familia Meliphagidae endémica de las selvas de Nueva Guinea y las islas Bismarck.

## Descripción
El mielero rojo mide entre 11 y 13 cm de longitud. Tiene un pico largo y ligeramente curvado hacia abajo. Los machos adultos tienen el plumaje de todo su cuerpo rojo, excepto las alas y la parte inferior y la punta de la cola que son de colores castaños. Las hembras son algo menores y de tonos pardo oliváceos, más claros y grisáceos en las partes inferiores. Los juveniles tienen el plumaje como las hembras, aunque los machos tienen algo de rojo difuso por el cuerpo.